# Erich Scheithe
Erich Scheithe (* 23. Oktober 1915; † nach 1939) war ein deutscher Fußballspieler.

## Karriere

### Vereine
Scheithe war als Torwart für den TSV 1860 München aktiv. Er bestritt fünf Spiele im Wettbewerb um den Tschammerpokal. Nach Siegen über Eintracht Frankfurt am 28. August 1938 mit 2:1 in der 1. Runde und den Freiburger FC am 11. September 1938 mit 3:1 in der 2. Runde spielte er auch am 9. Oktober 1938 beim 3:0-Sieg über den Dresdner SC im Achtelfinale und am 6. November 1938 beim 2:1-Sieg über Blau-Weiß 90 Berlin im Viertelfinale, Ausscheidungsrunde Altreich. Am 27. November 1938 scheiterte er mit seiner Mannschaft mit 1:2 n. V. am FSV Frankfurt im Viertelfinale Altreich/Ostmark.

### Auswahlmannschaft
Scheithe nahm auch an den Studenten-Weltspielen 1939 in Wien teil. Mit der deutschen Nationalmannschaft der Studenten gewann er am 21. August mit 2:1 über die Studentenauswahl Ungarns und am 26. August mit 3:0 über die Studentenauswahl Italiens, und somit auch den Fußballwettbewerb der Männer.